# 木村友里
木村 友里（きむら ゆり、1995年9月30日 - ）は、日本の女子バレーボール選手である。

## 来歴
東京都北区出身。小学3年生からバレーボールを始める。
淑徳SC高等学校、日本体育大学を経て、2017/18シーズン、V・チャレンジリーグII（当時のVリーグ3部リーグ）に所属するプレステージ・インターナショナルアランマーレの内定選手となった。内定選手としてV・チャレンジリーグIIの試合に出場し、Vリーグデビューを果たした。
2018年、大学卒業後に、プレステージ・インターナショナルアランマーレに入団した。同年、チームは新生V.LEAGUEにおいてDIVISION2在籍となった。
2022-23シーズン、V2女子でチームの優勝に貢献し、最高殊勲選手賞を受賞した。その後、チームはV・チャレンジマッチのV1・V2入替戦でも勝ち、V1昇格となった。

## 所属チーム
- 淑徳SC高等学校（2011-2014年）
- 日本体育大学（2014-2018年）
- プレステージ・インターナショナルアランマーレ/アランマーレ山形（2018年-）

## 受賞歴
- 2023年 - 2022-23 V.LEAGUE DIVISION2 WOMEN 最高殊勲選手賞